# آنه دانهام
آنه پاتریشیا دانهام (زاده ۲۴ سپتامبر ۱۹۴۸) یک پاراسوارکار بریتانیایی است که در بازی‌های پارالمپیک شرکت کرده است.

## اوایل زندگی و ناتوانی
اوقات فرغات آنه دانهام در دوران مدرسه، کار کردن در یک اصطبل محلی بود. او هنگامی که ۱۶ سال داشت، آخر هفته‌ها در محوطه‌ای با ۸۰ اسب مسابقه دو می‌داد. او گفته است که «همیشه می‌خواست مسابقه دهد» اما در حالی که می‌توانست در اصطبل اسب سواری کند، بیشتر صاحبان اسب‌ها با آنها تمرین می‌کردند. دانهام ۱۱ سال بعد هنگامی که ۲۷ ساله بود، به بیماری ام‌اس مبتلا شد و مجبور شد از سن ۳۰ سالگی به بعد از ویلچر استفاده کند. در چهل سالگی، وقتی شوهرش تجارت خود را فروخت، اسبی خرید و شروع به رقابت و شرکت در مسابقات اسب سواری کرد.

## حرفه پارالمپیک
اولین حضور دانهام در پارالمپیک در سال ۱۹۹۶ بود. وی با اسبش دودل‌باگ در مسابقات درساژ در بازی‌های پارالمپیک آتلانتا در آن سال شرکت کرد و در آن مسابقات مدال برنز را در ماده کر مختلط انفرادی کلاس ۲  و نیز مدال طلا را در مسابقات تیمی آزاد به دست آورد. وی در رشته درساژ مختلط انفرادی کلاس ۲ به مقام چهارم دست یافت.
او در بازی‌های پارالمپیک تابستانی ۲۰۰۰ که در سیدنی برگزار شد، عضوی از تیمی بود که با موفقیت عنوان رویداد درساژ گروهی آزاد را به دست آورد. وی همچنین در مسابقات انفرادی این پارالمپیک در هر دو رشته درساژ مختلط - کلاس ۲ قهرمانی و نیز درساژ مختلط - کلاس ۲ سبک آزاد، مقام پنجم را به دست آورد.
آنه دانهام در بازی‌های پارالمپیک ۲۰۰۴ آتن برای سومین بار در دوره‌های بازی‌های پارالمپیک شرکت کرد. به عنوان بخشی از تیمی با لی پیرسون، دبی کریدل و نیکولا توستین، او سومین مدال طلای متوالی خود را در ماده درساژ گروهی به دست آورد. وی که در مسابقات انفرادی سبک آزاد و قهرمانی کلاس ۱ شرکت کرده بود، به ترتیب مقام پنجم و ششم را به دست آورد و پیرسون هم‌تیمی بریتانیایی او نیز در هر دو مسابقه مدال طلا گرفت.
دانهام در بازی‌های پارالمپیک سال ۲۰۰۸ به چهارمین پارالمپیک خود رفت. در آن سال مسابقات رشته درساژ در شهر پکن برگزار نشد بلکه در مرکز سوارکاری المپیک در هنگ کنگ برگزار شد. دانهام در سن ۵۹ سالگی، با اسب خود تدی ادواردز در مسابقات شرکت کرد و توانست اولین مدال طلای پارالمپیک انفرادی خود را در آزمون قهرمانی درجه لا به دست آورد و همچنین در آزمون سبک لا مدال نقره بگیرد. دانهام در مسابقات آزاد تیمی، با هم تیمی‌های خود لی پیرسون، سوفی کریستینسن و سیمون لورن مدال طلا را به دست آورد. این بدان معناست که دانهام در چهار بازی متوالی مدال طلای این ماده را کسب کرده است.

## افتخارات
آنه دانهام در مراسم افتخارات سال نو ۲۰۰۹، به دلیل خدماتی که در حیطه ورزش معلولان انجام داده بود، به عنوان عضو والامقام امپراتوری بریتانیا منصوب شد. وی همچنین ۸ سال بعد در مراسم افتخارات سال نو ۲۰۱۷ به دلیل خدمات و تلاش‌هایش در زمینه اسب سواری به عنوان افسر والامقام امپراتوری بریتانیا منصوب شد.